# Rostrenen
Rostrenen is een gemeente in het Franse departement Côtes-d'Armor, in de regio Bretagne. De plaats maakt deel uit van het arrondissement Guingamp. Rostrenen telde op 1 januari 2022 3.282 inwoners.

## Geografie
De oppervlakte van Rostrenen bedraagt 32,17 km², de bevolkingsdichtheid is 95 inwoners per km² (per 1 januari 2019).
De onderstaande kaart toont de ligging van Rostrenen met de belangrijkste infrastructuur en aangrenzende gemeenten.

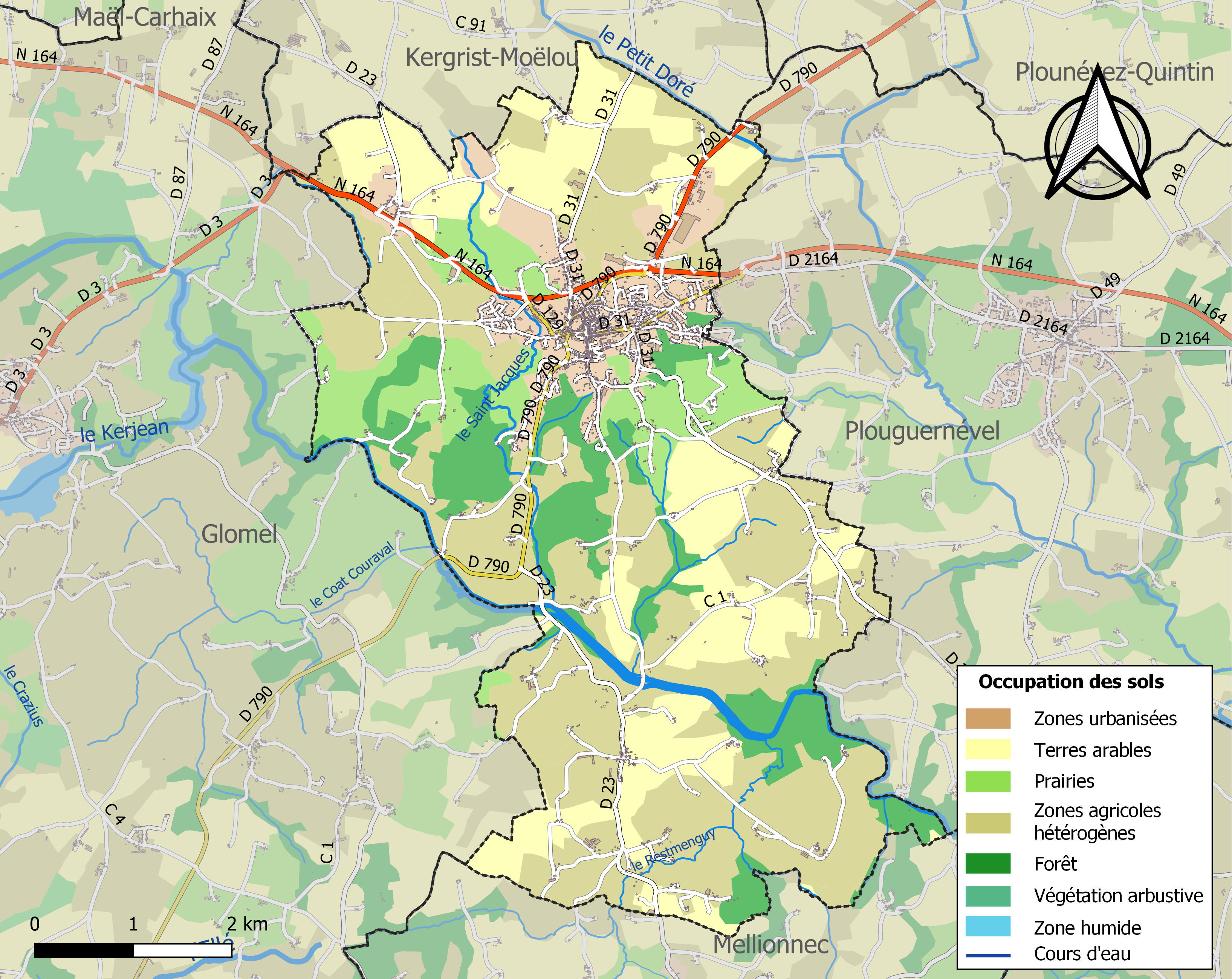

## Demografie
Onderstaande figuur toont het verloop van het inwonertal (bron: INSEE-tellingen). 